# Колдовство 12: В логове змея
«Колдовство 12: В логове змея» (англ. Witchcraft XII: In the Lair of the Serpent) —  двенадцатый фильм из серии фильмов ужасов под названием Колдовство американского режиссёра Бреда Сайкеса, премьера которого состаялась 30 марта 2004 года сразу на DVD. Является сиквелом фильма Колдовство 11: Сёстры по крови и приквелом к фильму Колдовство 13: Кровь избранных.

## Сюжет
Джефф встречает в ночном клубе таинственную красавицу Тису, после чего бесследно пропадает. Сестра Джеффа решает отыскать исчезнувшего брата и просит о помощи Уилла Спэннера, друга семьи. Расследуя таинственное дело, Уилл узнаёт, то что Тиса является последовательницей культа древнейшего змеиного бога Маллеуса, чья цель воплотить в жизнь древнее пророчество. Последовательницы культа соблазняют а затем убивают мужчин во имя бога Маллеуса.

## Критика
Фильм получил отрицательные отзывы критиков.
Сайт Alexvisani дал фильму оценку 4,5.
Марк Лонгден считает, что фильм выглядит дешево и жалко.

## В ролях
- Чип Джеймс — Уилл Спаннер
- Джанет Трэйси Кейсер[фр.] (в титрах Джанет Кайсер) — Синди Лоутон
- Гаррет Кленси — Том Грейвс
- Брюс Блауер — Джеф Лоутон
- Ник Стеллейт — Шеф Бёрнс
- Моника Уаилд — Тиса
- Зевона Брейден — Кира
- Савви Браун (в титрах Саванна Браун) — Рана
- Триша Бердо — Лиа
- Сем Старр — Аарон
- Робби Моррис — Ларри
- Джефф Прайд — Сонни

## Производство
Съёмки фильма прходили Калвер-Сити и Санта-Моника, Калифорния, США.

### Съёмачная группа
- Спецэффекты — Рон Каркоска
- Визыальные эффекты — Лауме Конрой
- Монтаж — Джефф Лерой

## Релиз
В Японии фильм вышел 1 января 2002 года.
В США 27 апреля 2004.